# Платт-Сіті (Міссурі)
Платт-Сіті (англ. Platte City) — місто (англ. city) в США, в окрузі Платт штату Міссурі. Населення — 4784 особи (2020).

## Географія
Платт-Сіті розташований за координатами 39°21′29″ пн. ш. 94°46′3″ зх. д. / 39.35806° пн. ш. 94.76750° зх. д. (39.357920, -94.767425).  За даними Бюро перепису населення США в 2010 році місто мало площу 9,46 км², з яких 9,35 км² — суходіл та 0,11 км² — водойми.

## Демографія
Згідно з переписом 2010 року, у місті мешкала 4691 особа в 1975 домогосподарствах у складі 1174 родин. Густота населення становила 496 осіб/км².  Було 2214 помешкання (234/км²).
Расовий склад населення:
| - 88,9 % — білих - 4,6 % — чорних або афроамериканців - 1,4 % — азіатів - 0,5 % — корінних американців - 0,2 % — вихідців з тихоокеанських островів - 1,6 % — осіб інших рас |

До двох чи більше рас належало 2,9 %. Частка іспаномовних становила 4,9 % від усіх жителів.
За віковим діапазоном населення розподілялося таким чином: 24,2 % — особи молодші 18 років, 64,2 % — особи у віці 18—64 років, 11,6 % — особи у віці 65 років та старші. Медіана віку мешканця становила 35,2 року. На 100 осіб жіночої статі у місті припадало 101,4 чоловіків;  на 100 жінок у віці від 18 років та старших — 97,7 чоловіків також старших 18 років.
Середній дохід на одне домашнє господарство  становив 65 767 доларів США (медіана — 57 332), а середній дохід на одну сім'ю — 71 028 доларів (медіана — 67 768). За межею бідності перебувало 14,1 % осіб, у тому числі 23,5 % дітей у віці до 18 років та 3,4 % осіб у віці 65 років та старших.
Цивільне працевлаштоване населення становило 2422 особи. Основні галузі зайнятості: освіта, охорона здоров'я та соціальна допомога — 21,3 %, роздрібна торгівля — 17,2 %, публічна адміністрація — 12,9 %, науковці, спеціалісти, менеджери — 12,7 %.